# Zornik
Zornik je priimek več znanih Slovencev:
- Aristid Zornik (1913—1985), slikar, pedagog
- Jana Zornik, ustvarjalka na spektru intersekcije med modo, oblikovanjem in umetnostjo (v Londonu)
- Julij Zornik (*1974), oblikovalec zvoka
- Klavdij Zornik (1910—2009), slikar, likovni pedagog, metodik
- Milan Zornik, arhitekt, scenograf, oblikovalec??
- Mirko Zornik (1921—1986), član organizacije TIGR, obsojen na 2. tržaškem procesu
- Oskar Zornik (1922—1994), operni pevec, tenorist
- Vesna Zornik (*1975), pevka